# Río Kasgar
El río Kasgar o Kaxgar (en chino, 喀什噶尔河; pinyin, Kāshéngáěr-hé; en uigur: قەشقەر دەرياسى, Qeshqer deryasi/Ⱪəxⱪər dəryasi o Kizilsu) es un río de Asia Central que tiene sus fuentes en la parte oriental de la cordillera del Pamir, en la zona fronteriza entre China y Kirguistán, y que discurre en su mayor parte por la región autónoma uigur de Sinkiang. En su curso alto es conocido como Kizilsu y fluye hacia el este, pasando por la ciudad de Kasgar, que da su nombre al río; sigue después por la parte noroeste del desierto de Taklamakán, hasta su confluencia con el río Yarkand, la principal fuente del río Tarim. Tiene una longitud de 765 km (de ellos 685 km en China) y drena una cuenca de 90.800 km².